# Calle U (Metro de Washington)
Calle U/African-American Civil War Memorial/Cardozo (anteriormente como U Street-Cardozo) es una estación subterránea en la línea Amarilla en los horarios no tan transitados y la línea Verde todo el tiempo del Metro de Washington, administrada por la Autoridad de Tránsito del Área Metropolitana de Washington. La estación se encuentra localizada en la Calle U en el cuadrante noroeste de Washington D. C..

## Conexiones
WMATA Metrobus

## Lugares de interés
- Lincoln Theatre,
- El histórico restaurante Ben's Chili Bowl
- Nightclubs The Black Cat y the 9:30 Club.
- African American Civil War Memorial